# ナショナル・ボード・オブ・レビュー賞 (1937年)
第9回ナショナル・ボード・オブ・レビュー賞は1937年12月30日に発表された。

## 受賞一覧

### 作品賞(トップ10)
- 『夜は必ず来る』 Night Must Fall
  - 『ゾラの生涯』 The Life of Emile Zola
  - 『黒の秘密』 Black Legion
  - 『椿姫』 Camille
  - 『明日は来らず』 Make Way for Tomorrow
  - 『大地』 The Good Earth
  - They Won't Forget
  - 『我は海の子』 Captains Courageous
  - 『スタア誕生』 A Star Is Born
  - 『ステージ・ドア』 Stage Door

### 外国語映画賞(トップ9)
- The Eternal Mask オーストリア
  - The Lower Depths フランス
  - Baltic Deputy ソビエト連邦
  - 『うたかたの恋』 Mayerling フランス
  - The Spanish Earth アメリカ合衆国 スペイン ドイツ
  - 『ゴルゴダの丘』 Golgotha フランス
  - 『カラナグ』 Elephant Boy  イギリス
  - Jánosik チェコスロバキア
  - The Wedding of Palo デンマーク

### 最優秀演技賞
- アリ・ボール - The Golden
- ハンフリー・ボガート - 『黒の秘密』
- シャルル・ボワイエ - 『征服』
- ニコライ・シェルカゾフ - Baltic Deputy
- ダニエル・ダリュー - 『うたかたの恋』
- グレタ・ガルボ - 『椿姫』
- ロバート・モンゴメリー - 『夜は必ず来る』
- マリア・オースペンスカヤ  - 『征服』
- ルイーゼ・ライナー - 『大地』
- ジョセフ・シルドクラウト - 『ゾラの生涯』
- メイ・ウィッティ - 『夜は必ず来る』
- マシアス・ヴィーマン - The Eternal Mask

## 参考
1. ↑  “1937 Award Winners”. 2013年10月13日閲覧。